# 浙江大学数学科学学院
浙江大学数学科学学院是浙江大学的一个学院，属于理学部。学院前身是浙大数学系，现任院长是励建书院士。

## 历史
1929年以来，著名数学家陈建功和苏步青教授先后来浙大数学系工作，形成了著名的“陈苏学派”，培养的院士有程民德、谷超豪、夏道行、王元、胡和生、石钟慈、沈昌祥，以及熊全治、杨忠道、周元燊等一批知名学者。近年来又培养了林芳华、励建书、汪徐家等多位杰出青年数学家，为中国数学的发展做出了重要贡献。

## 现状
学院下设数学系、计算数学系、数据科学与应用数学系、统计学系和数学基础课程教学研究中心。国家重点学科有基础数学、应用数学。设有博士后流动站、数学一级学科博士点和首批国家理科人才培养基地。数学是“211工程”重点建设学科，也是浙大CAD&CG国家重点实验室的创办单位。
国际著名数学家丘成桐教授于2002年在浙江大学创建了数学科学研究中心并任主任，推动了数学学科的快速发展。
學院现有在职教师119人，其中博士生导师42人。

## 研究机构
浙江大学数学科學學院设有以下研究所：
- 高等数学研究所
- 科学与工程计算研究所
- 计算机图像图形研究所
- 运筹与控制科学研究所
- 统计研究所
- 系统优化技术研究所

自1990年以来，已获得4项国家自然科学奖（其中1项为第二获奖单位），2项国家级教学成果奖，40多项省部级教学科研成果奖，每年有40余项在研国家级项目。